# Бомбардовање амбасаде Кине у Београду
Бомбардовање амбасаде Кине у Београду је био озбиљан дипломатски инцидент током НАТО агресије на СРЈ. 7. маја 1999. увече, у 23:45 ч, три пројектила НАТО алијансе су погодила зграду амбасаде Кине на Новом Београду. У нападу је погинуло троје кинеских држављана, а више их је рањено.
НАТО је изразио жаљење због инцидента уз образложење да је до напада дошло услед застарелих мапа које је доставила ЦИА.
У данима након напада на амбасаду, у многим градовима света, као што су Копенхаген, Бангкок, Сингапур, Токио, Тел Авив, Исламабад, и други, су одржавани протести испред америчких амбасада или конзуларних представништава.

## Прва реакција Савета безбедности
У јутро 8. маја, одржано је ванредно заседање Савета безбедности Уједињених нација на захтев Кине.
Представник Кине је прочитао саопштење кинеске владе у коме се истиче да напад представља кршење суверенитета Кине, као и основних начела међународних односа. Такође, Кина је оштро осудила овај варварски чин, и оштро протестовала, захтевајући да НАТО, предвођен Сједињеним Државама преузме одговорност, и задржала право да преузме даље мере. Даље се у овом саопштењу напад на амбасаду назива ратним злочином.
Представник Сједињених Држава је рекао да чињенице још нису потврђене, али да НАТО истражује то питање. Такође је рекао како НАТО није гађао цивиле нити амбасаде, и да му је најдубље жао ако је НАТО одговоран за инцидент, али да је само један човек одговоран за кризу, а то је Слободан Милошевић.
Представник Холандије није могао да прихвати поређење случајних жртава са систематским убијањем, силовањима и паљењем кућа за које је Београд одговоран.
Представник Кубе је рекао да се нада да неће бити потребно да прође 20 година да се схвати да је овај рат био грешка.
Изјаве су дали и представници Руске Федерације, Француске, Ирака, Аргентине, Намибије, Канаде, Бахреина, Малезије, Словеније, Уједињеног Краљевства, Габона, Албаније и Индије, као и других држава.